# Institut d'études européennes de l'université libre de Bruxelles
Pour les articles homonymes, voir IEE et Institut d'études européennes.
Fondé en 1963 au sein de l'Université libre de Bruxelles (ULB), l’Institut d'études européennes (IEE), est l'un des plus anciens instituts de recherche et d'enseignement sur la construction européenne.
L'IEE compte une centaine de chercheurs et enseignants et compte une trentaine d'étudiants dans ses deux formations. Les étudiants sont sélectionnés sur dossier, depuis 1992, par le jury de l'Institut.
Situé dans une ville symbole de la construction européenne, l'Institut est un lieu de débats entre chercheurs, décideurs politiques et citoyens sur l'avenir de l'Union européenne. L'Institut organise de nombreux colloques, débats publics et séminaires de recherche, en collaboration avec des équipes internationales, portant sur les grandes questions de la construction européenne. Ses chercheurs sont à l’origine de divers centres de recherches encore actifs à l’ULB, parmi lesquels ECARES et le Cevipol.

## Histoire de l'IEE
L’IEE-ULB est créé en 1962 par le Conseil d’administration de l’ULB. La 1ère année académique commence en octobre 1963.
Depuis ses débuts, il vise, par son enseignement, à former des spécialistes des questions européennes mais il entend aussi contribuer aux progrès de l’intégration européenne et participer, en tant qu’institution académique, à la réflexion et au débat européen.
Dès ses premières années d’existence, il s’est affirmé comme un centre du droit européen, avec des personnalités telles que Walter Ganshof Van der Meersch, son premier président, Michel Waelbroeck ou Jean-Victor Louis.
Il s’est aussi très rapidement ouvert vers l’extérieur, tant dans l’enseignement, en accueillant des professeurs et étudiants étrangers, que dans la recherche en développant les coopérations inter-universitaires.
Fin des années 80’, l’Acte unique européen et l’objectif de l’achèvement du marché intérieur pour 1992 ont été l’occasion d’une nouvelle prise de conscience des autorités académiques de l’importance de l’Europe pour l’Université.
Dès 1989, les sections économique et politique de l’Institut furent redynamisées sous l’impulsion de Françoise Thys – Clément, alors vice-rectrice de l’ULB, en coopération avec la Faculté des Sciences économiques, politiques et sociales et avec l’arrivée de nouveaux directeurs de recherche, en les personnes d’André Sapir et Mario Telò.
Dans les années 1990, les travaux de recherche s’ouvrent progressivement, par un dialogue interdisciplinaire accru, aux sciences humaines comprises plus largement. Ce processus aboutit notamment à la création de la section « Histoire et cultures de l’Europe » qui accueille ses premiers étudiants en 2006. Cette section disparaît pourtant à compter de l'année académique 2021-2022.
La tradition séculaire de l’ULB en matière de libre examen et d’excellence académique trouve sa mise en œuvre à l'Institut – reconnu comme un des trois centres « Jean Monnet » à Bruxelles, avec la VUB et l'université Saint-Louis - Bruxelles – dans la procédure d’inscription sélective et les nombreux réseaux internationaux de recherche multidisciplinaire.

## Missions
L'IEE développe ses activités autour de 3 missions : enseignement, recherche et débat public. La spécificité de l’IEE-ULB est d’intégrer ses 3 missions. La formation théorique est orientée vers la pratique. La recherche scientifique nourrit le débat sur l’avenir de l’Europe dans le monde.
L’institut propose deux formations multidisciplinaires conférant une expertise de haut niveau en affaires européennes, à l'attention des candidats aux concours de la fonction publique belge, européenne ou internationale aussi bien qu'aux futurs cadres d'entreprises, d'associations professionnelles, de groupes d’intérêt ou ONG concernés. La recherche, le journalisme ou encore la traduction/interprétariat sont également des carrières qu'entreprennent couramment les diplômés de l'Institut.
L'Institut se déclare fidèle aux valeurs du libre examen (rejet de l'argument d'autorité et indépendance du jugement).
Le processus d’européanisation de l’université et la réforme de Bologne en particulier ont ouvert l’IEE aux études de deuxième cycle, qu’il dispense depuis 2004. Parmi les formations qu'il propose, on peut citer le Master complémentaire en analyse pluridisciplinaire de la construction européenne. Jusqu'en 2014, l'Institut offrait également la possibilité de suivre une année de préparation au Master études européennes, organisé par la Faculté de philosophie et sciences sociales, pour des étudiants venant de filières trop éloignées de la science politique, de l'économie ou de l'histoire et sciences humaines en général.
D'autres formations visent un public de « professionnels » ayant déjà au minimum un premier diplôme de 2e cycle. Les « mardis du Droit de la concurrence », l’ « Executive Master in European Union Studies (MEUS) » ainsi que la formation proposée par le réseau Odysseus sur le droit communautaire concernant l’immigration et l’asile, sont à ce nombre.
Enfin, l’IEE propose également des formations occasionnelles, des recyclages et des cours d’été.

## Formations

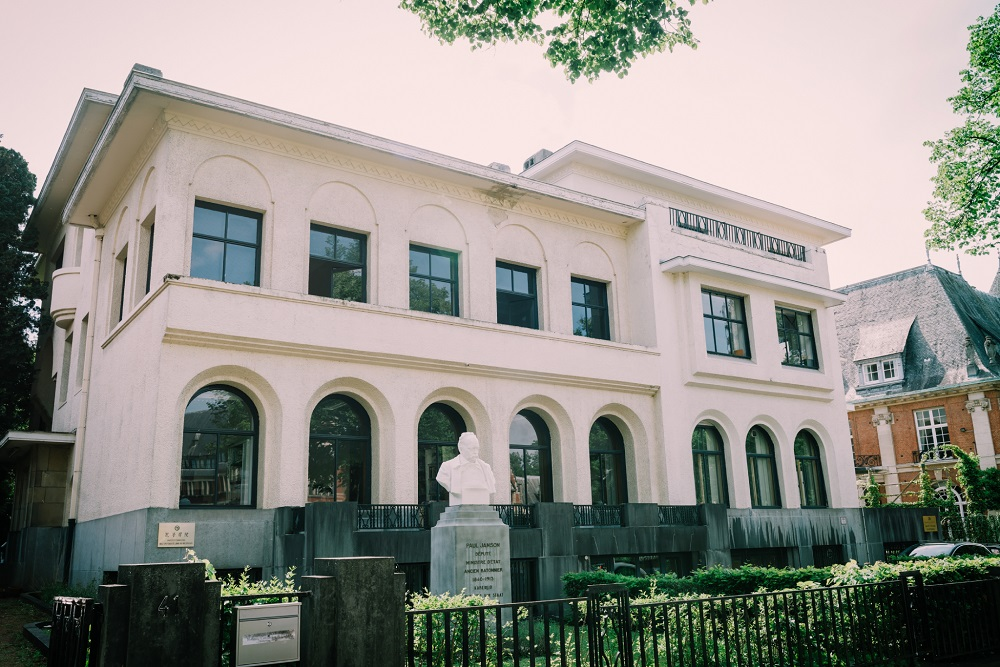

L'Institut dispense deux formations d'une durée d'une année, conduisant aux diplômes suivants :
- Master de spécialisation en analyse interdisciplinaire de la construction européenne

- Certificate 'Executive Master in European Union Studies' (MEUS)

Les Summer Schools :
- Espace pénal européen
- Séminaire doctoral en droit européen
- Globalisation, the EU and Multilateralism (GEM)
- Brussels Summer School on EU Competition Law
- European Union Law and Policy on Immigration and Asylum

D'autres formations sont organisées et diplômées par les facultés officielles de l'ULB, et promues par l'IEE :
- Master en études européennes (Faculté de Philosophie et Sciences sociales)
- Master de spécialisation en droit européen (Faculté de Droit et Criminologie)
- Master en sciences économiques (Solvay Brussels School of Economics and Management)

Les activités de professionnalisation :
- Le module de professionnalisation (obligatoire ou optionnel dans les masters en études européennes sauf dans les masters en économie). Il se compose d’un séminaire de professionnalisation. Son objectif est, d’une part, d’accompagner l’étudiant à définir et à développer son projet professionnel et, d’autre part, à explorer et à mieux connaitre la réalité du marché de l’emploi.

Fonds d’encouragement à l’enseignement en études européennes
Le projet vise aussi à renforcer la dimension professionnalisation des enseignements en études européennes, c’est-à-dire la préparation et le passage aux métiers de l’Europe. L’objectif est de permettre aux étudiants d’acquérir de nouvelles compétences relevant de la pratique professionnelle en études européennes et de faire le lien entre les connaissances théoriques acquises et la pratique dans la gestion des dossiers européens.
Les activités incluent :
- Des séances de mentorat pour développer les liens entre les étudiants et les professionnels dans et hors programme des cours.
- L’organisation de visites dans les principales institutions de l’UE et au Conseil de l’Europe.
- Exercices « professionnalisants » tels que la prise de décision au niveau européen, les simulations de négociations ou jeux de rôles

## Recherche
Les recherches menées à l'Institut, et les publications auxquelles elles donnent lieu, couvrent toutes les principales dimensions de l'intégration européenne, ainsi que les domaines du droit, de la science politique et de la science économique. L’institut est notamment à l’origine du « Commentaire Jacques Mégret », collection concernant le droit communautaire.
Les chercheurs sont organisés en centres et laboratoires en fonction de leurs spécialisations.
L'Institut poursuit aussi une longue tradition de recherches transdisciplinaires sur l'intégration européenne, à travers des programmes de recherche triennaux. L’un de ces programmes récents a donné lieu à la publication de l'ouvrage Le nouveau modèle européen (2 volumes, Éditions de l'Université de Bruxelles, 2000) pour lequel l'Institut a reçu en 2000 le Prix Francqui pour la recherche interdisciplinaire européenne.
L’IEE-ULB a aussi été reconnu comme Centre d’Excellence Jean Monnet. Cette certification permet de financer des activités en matière de recherche et d’enseignement. Le projet obtenu en 2016 est consacré à la solidarité européenne.

### Tradition de coopération internationale et pluridisciplinaire
L'IEE fait partie d'un réseau international de recherche européenne. L’institut est associé avec plus de 130 universités dans le monde[réf. nécessaire]. Cette coopération a débouché sur plusieurs initiatives conjointes de recherche (colloques, ouvrages) ou d'enseignement (diplômes conjoints, écoles d'été, cours à distance), ainsi que sur des échanges de plus en plus réguliers de doctorants, de chercheurs post-doctoraux ou de professeurs.
L’Institut accueille régulièrement les rencontres du forum européen AGORA, lesquelles donnent lieu à des productions audiovisuelles sur les thématiques d’actualité débattues à ces occasions.
Enfin, il coordonne aussi quatre réseaux de recherche européens ou internationaux :
- ECLAN : consacré à la coopération policière et judiciaire en matière pénale
- ODYSSEUS : sur le droit et la politique européenne en matière de migration et d’asile. Découvrez leur blog
- GEM :L’école doctorale Erasmus Mundus Globalisation, Europe and Multilateralism[6]
- GEMSTONES – doctorat européen conjoint Marie Sklodowska-Curie

### Centres de recherche associés à l'Institut
10 Unités et centres de recherches sont basés ou associés à l'IEE-ULB, les voici :
- CEVIPOL : Centre d’Etudes de la Vie Politique
- REPI : Recherche et Etudes en Politique Internationale
- CDE : Centre de Droit Européen
- MAM : Centre « Migrations, Asile, Multiculturalisme »

- CTP : Centre de Théorie Politique
- ECARES : Centre européen de recherches avancées en économie et statistiques
- GERME : Groupe de recherche sur les relations ethniques, les migrations et l’égalité
- METICES : Migration, Espaces, Institutions, Citoyenneté, Santé
- Centre Perelman : Centre de recherche de Philosophie du Droit
- MMC : Centre de Recherche Mondes Modernes et Contemporains

### Axes de recherche de l'IEE
Les activités de recherche menée au sein de l’IEE-ULB se fondent sur une définition large du périmètre intellectuel des études européennes: il s’agit d’associer la tradition d’étude des politiques, institutions et fondements sociaux-culturels de l’UE et la dimension globale de l’intégration européenne. De nombreux coordinateurs de recherche y ont participé dont Pascal Delwit, Jean-Michel De Waele, Mathias Dewatripont, Paul Magnette, Lucrezia Reichlin ou Éric Remacle.
Plutôt que d’avaliser une séparation artificielle entre dimension interne et externe de l’intégration européenne, la démarche intellectuelle qui sous-tend l’agenda de recherche promu par l’IEE-ULB vise à intégrer de manière horizontale les dimensions interne et globale dans l’ensemble des axes thématiques de recherche. Ces axes, organisés autour des sciences politiques, du droit, de l’économie et de l’histoire, sont les suivants :
L’Europe comme espace de liberté, de sécurité et de justice
Depuis l’entrée en vigueur du traité d’Amsterdam, le maintien et le développement d’un espace de liberté, de sécurité et de justice constitue un des objectifs de l’Union européenne. C’est à l’étude de cet objectif que s’attache le premier axe transversal de recherche de l’IEE-ULB.
L’Europe comme espace de régulation économique et sociale
Le second axe de recherche de l’IEE-ULB traite du policy making européen en traitant des domaines les plus importants au vu de la compréhension de l’intégration européenne : gouvernance économique, territoires et politique régionale, marché commun et enjeux sociaux.
L’Europe comme communauté de normes et de valeurs
Le troisième axe de recherche transversal de l’IEE-ULB s’intéresse aux processus de coopération, d’identification et de conflit générés par l’intégration européenne et leur rôle dans la légitimation de l’UE comme entité politique.
L’Europe dans le monde
L’axe de recherche transversal de l’IEE-ULB « l’Europe dans le Monde » examine l’Union Européenne dans la gouvernance globale, à savoir les interactions entre la politique globale et les politiques européennes.

### Projets de recherches
La recherche à l’IEE-ULB est organisée sous forme de projets. Certains sont organisés et gérés en interne, au sein de l’Institut. Mais l’IEE-ULB s’intègre aussi dans d’autres projets européens et/ou internationaux.
Gem-Stones
Doctorat européen conjoint coordonné par l’IEE-ULB. Ce programme de recherche porte sur la capacité de l’UE à interagir avec le monde. Projet interdisciplinaire, il rassemble juristes, politologues, économistes et sociologues. Le projet est financé par le programme Marie Sklodowska-Curie.
Centre d'Excellence Jean Monnet
L’IEE-ULB a été reconnu comme Centre d’Excellence Jean Monnet. Cette certification permet de financer des activités en matière de recherche et d’enseignement. Le projet obtenu en 2016 est consacré à la solidarité européenne.
En termes de recherche, le projet intégrera une cinquantaine de chercheurs et académiques relevant de diverses disciplines autour d’un agenda commun de recherche centré sur les mécanismes européens de solidarité.
La plus-value académique découlera d’un agenda commun de recherche et d’une synergie scientifique incluant les principaux experts de l’UE de toute l’ULB. L’intégration et le dialogue interdisciplinaire nécessaire à une recherche originale sur l’UE est au centre de la construction de ce projet portant sur les controverses auxquelles les mécanismes de solidarité européenne font face.
Le projet débouchera sur une série de réalisations collectives qui comprendront: un workshop interne intégratif, des contributions et panels présentés à des conférences internationales, deux conférences interdisciplinaires consacrées à la solidarité et une série de publications, dont 3 ouvrages collectifs
ValEUR
Il s’agit d’un projet ARC (Action de Recherche Concertée) financé par la Fédération Wallonie-Bruxelles. Sa thématique de recherche pose la question de l’émergence de valeurs européennes dans l’agenda de l’UE.

## Anciens élèves/chercheurs célèbres
- Dimítris Avramópoulos, diplomate et homme politique grec, Commissaire européen aux Migrations et Affaires intérieures de la Commission Juncker.
- Diego Canga Fano, chef de cabinet du Président du Parlement européen Antonio Tajani depuis 2017.
- Eddy Caekelberghs, journaliste et secrétaire de rédaction à largratif animateur du « Face à l’info ».
- Paul Magnette, ancien ministre fédéral du Royaume de Belgique chargé du Climat et de l'Énergie, 13e Ministre-Président wallon.
- Laurence Massart, magistrate belge.
- Clara Martinez Alberola (en), cheffe de cabinet du Président de la Commission Jean-Claude Juncker, depuis 2014.
- Pedro Sanchez, membre du Parti socialiste ouvrier espagnol (PSOE), il est, depuis le 2 juin 2018 Président du gouvernement d’Espagne. Diplômé en économie de l’Université Complutense de Madrid, il suit en 1997 les cours du DES en économie européenne de l’IEE.
- Christopher Vajda, juge à la Cour de justice de l’Union européenne depuis 2012, il est diplômé de l'Université de Cambridge et de l'IEE.
- Sir Michael Wood, ancien conseiller juridique du Foreign and Commonwealth Office britannique, membre de la Commission du droit international.

## Direction
À dater du 15 septembre 2019 :
- Présidente : Ramona Coman
- Vice-présidente : Emmanuelle Bribosia
- Directeur : Nicolas Verschueren

Les anciens présidents de l’Institut d’études européennes sont :
- Walter Ganshof van der Meersch (1963-1970)
- Paul de Groote (1970-1972)
- Henri Janne (1972-1975)
- Henri Simonet (1975-1978)
- Paul Foriers (1978-1980)
- Jean-Victor Louis (1980-1992)
- André Sapir (1992-1998)
- Régine Kurgan (1998-2003)
- Françoise Thys (2003-2005)
- Mario Telo (2005-2009)
- Marianne Dony (2009-2014)
- Anne Weyembergh (2014-2019)

## Vie associative
L'institut compte deux associations étudiantes :
- The Students’ Association of the Institute for European Studies est le cercle des étudiants en études européennes. Créé en 2015 par des étudiants de l’IEE-ULB, il se veut un espace de réflexion autour de l’Union Européenne. Son rôle principal est de représenter les étudiants de l’IEE-ULB et d’assurer la cohésion entre les étudiants de l’ensemble des masters de spécialisation de l’IEE-ULB et des masters de facultés dans le domaine des études européennes. SAIES organise divers événements socioculturels en lien avec les études européennes.

- Eyes on Europe est une ASBL d'étudiants de l’IEE-ULB. L’association organise des conférences et débats, elle publie aussi un magazine semestriel, trilingue et gratuit. Créé en 2004 par des étudiants de l’IEE-ULB, ce média est consacré aux enjeux européens. Il est distribué à l’Université, au sein des institutions européennes, dans les think tanks et groupes d’intérêts.

## Les publications de l'IEE
L’IEE-ULB gère 3 séries de publications scientifiques, chacune référence dans son domaine.
- Collection : Études Européennes aux Éditions de l'Université de Bruxelles. Cette série regroupe 80 volumes consacrés aux sciences juridiques et politiques sur la construction européenne. Cette série s’adresse à un large public.
- Globalisation, Europe, Multilateralism aux éditions Routledge. Après 2 années d’existence et une dizaine d’ouvrages, cette série s’est rapidement positionnée comme référence en études européennes et internationales. Elle cible surtout les chercheurs et enseignants.
- Commentaires J. Mégret aux Éditions de l'Université de Bruxelles. Cette collection commente les Traités européens. Avec plus de 30 volumes, c’est un outil de référence en droit européen.

La bibliothèque virtuelle ULBLEU
Dans le cadre du projet Centre d’excellence Jean Monnet, l’IEE-ULB développe une bibliothèque virtuelle, ULBLEU. Elle facilite l’accès à toutes les publications sur l’UE produites à l’ULB. C’est une ressource documentaire sur toutes les questions liées aux études européennes.
En tant que base de données, ULBLEU classe les ouvrages par thème, discipline et public cible. On y retrouve des publications scientifiques évaluées par des pairs: monographies, volumes édités ou articles de revues, …). La bibliothèque rassemble aussi des publications d’experts en formats multimédias: documents politiques, podcasts, vidéos en ligne.

### Sources
- "Les anciens du trente-neuf": Annuaire 1995, IEE/ULB, 1995
- L'Institut d'Etudes Européennes: 50 ans de recherche et d'enseignement en quête d'ouverture, IEE/ULB, Avril 2014, 112 p.
- https://www.iee-ulb.eu/content/uploads/2018/10/IEE-Alumni-FR-ebook.pdf